# Granitoid
A Granitoid egy 1908 és 1947 között működőtt bolgár vállalat volt, székhelye Szófiában. Alapítói Eduard Naudascher német vállalkozó, a vasbeton szerkezetek bulgáriai bevezetésének egyik úttörője, valamint bolgár partnerei, Georgi Atanaszov, Ivan Burov és Nikola Ivanov voltak. A két világháború közötti időszak Bulgáriájának egyik legnagyobb ipari vállalkozása volt, fő tevékenységi körei a cement előállítása, az ehhez kapcsolódó bányászat, valamint energetikai tevékenységekek voltak . A Granitoid által épített létesítmények egy része még ma is használatban van.

## A vállalkozás története
A társaságot 1908-ban korlátolt felelősségű társaságként alapították Első Bolgár Betonipari Vállalat Granitoid néven. Kezdetben főként az építőiparban működött, betontermékeket, szerkezeteket gyártott, amelyekhez a cementet külföldről importálták. A növekvő cementigények kielégítésére 1912-ben részvénytársasággá alakították át, majd megkezdődött a Batanovci melletti cementgyár építése.
A gyár építését félbeszakította a balkáni háború miatti mozgósítás, aminek befejezésén a harcokban hadifogságba esett katonák is dolgoztak. A létesítmény 1913 nyarán kezdte meg a működését, az első cementszállítmányok Szófia közelében egy víztározóhoz építésében kerültek felhasználásra.
Az első világháború elején a Granitoid részt vett a lőszer Németországból Gallipoliba történő csempészésére irányuló kísérletekben. Bulgária háborúba lépése után az üzem intenzíven működött, és fontos szerepet játszott a szaloniki front katonai létesítményeinek építésében.
A 20-as évek elején egy második, elektromos kemence megépítését rendelték meg a batanovci gyárba. Az elektromos áram biztosítása érdekében a Granitoid felvette a kapcsolatot Viktor Samsarov és Zlatarov mérnökeivel, akik a rilai vízierőművek építésére vonatkozó koncessziók birtokosai voltak. 1922. május 6-án hozták létre az Orion közös részvénytársaságot, amely 1926-ban a Granitoid részévé vált. Az első erőmű - a Rila Vízerőmű - építése 1922-ben kezdődött, ám pénzügyi nehézségek miatti késlekedések után 1923 végén kezdte meg működését, majd néhány nappal később bekapcsolták a batanovci erőmű árammal való ellátásába.

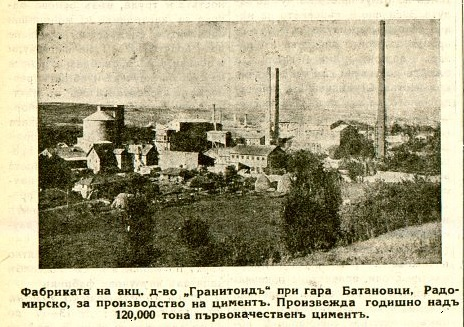
A Granitoid cementgyár Batanovci közelében. Képrészlet a Sztopanszka Bulgaria lapból, 1933. március 10

A Granitoid 1924-ben vásárolta meg a Blagoevgrad közelében épülő szénbányát, és megalapította a Pirin leányvállalatát.
1927-ben a batanovci cementgyárban üzembe helyezték a harmadik kemencét, a rákövetkező évben pedig a Pasztra vízerőművet . Mindezek következtében egy évtized alatt csaknem tízszeresére nőtt a cementtermelés, 1929-ben elérte a 142 ezer tonnát. 1930-ban beindították a negyedik és legnagyobb napi 300 tonna kapacitású kemencét.
Az 1930-as években a batanovci cementgyár mintegy évi 120 000 tonna első minőségű cementet állított elő, 1939-ben pedig elérte a 208 500 tonnát. A gyárban mintegy 800 embert foglalkoztattak.
A vállalat 1937-ben felvásárolta a Brezsani melletti szénbányát, majd a következő években megépültek a Rila Kaszkád erőműrendszer létesítményei. Német partnerek bevonzásával kezdték meg ólom-cink lelőhelyek fejlesztését Kardzsali közelében. Az 1941-ben Dimitrovgradban üzembe helyezett ipari komplexum mellett a vállalat a Marishka-medencében szénbányát vásárolt, majd megkezdődött a 100 ezer tonnás éves kapacitású Vulkan cementgyár építése.
1944-ben a Granitoid vezetője, Eduard Naudascher agyvérzést kapott, a vállalkozás élén egy ideig unokaöccse, ifjabb Eduard Naudascher állt, augusztusban azonban a szovjet csapatok közeledtével az egész család Németországba távozott. Az irányítást Georgi Atanaszov vette át, aki 1945 tavaszán meghalt. 1944 szeptemberében a kommunista párt saját funkcionáriusait állította a vállalkozás élére. A Granitoidot 1947. december 23-án államosították, és nem sokkal ezután a még az országban tartózkodó svájci részvényeseket letartóztatták, ám később elhagyhatták Bulgáriát.

## Fordítás
- Ez a szócikk részben vagy egészben  a(z)   Гранитоид című bolgár Wikipédia-szócikk ezen változatának fordításán alapul.  Az eredeti cikk szerkesztőit annak laptörténete sorolja fel. Ez a jelzés csupán a megfogalmazás eredetét és a szerzői jogokat jelzi, nem szolgál a cikkben szereplő információk forrásmegjelöléseként.